# دنیس هرمان
دنیس هرمان (انگلیسی: Denise Herrmann؛ زادهٔ ۲۰ دسامبر ۱۹۸۸) اسکی‌باز صحرانوردی، و ورزشکار دوگانه اهل آلمان است.